# Kenan Gör
Kenan Gör – turecki zapaśnik walczący w stylu wolnym. Mistrz śródziemnomorski w 2010 i 2012. Siódmy w Pucharze Świata w 2012 roku.